# Aleksiej Litowczenko
Aleksiej Potapowicz Litowczenko (ros. Алексе́й Пота́пович Лито́вченко, ur. 2 lipca 1938 we wsi Magnaj w obwodzie kustanajskim, zm. 11 maja 1992 w Czelabińsku) – radziecki metalurg i działacz partyjny i państwowy.

## Życiorys
Od 1955 pracował jako ślusarz w Magnitogorskim Kombinacie Metalurgicznym, 1966 ukończył Magnitogorski Instytut Górniczo-Metalurgiczny, po czym pracował jako inżynier. Od 1960 członek KPZR, 1979-1983 sekretarz komitetu partyjnego Magnitogorskiego Kombinatu Metalurgicznego, 1983-1984 zastępca dyrektora tego kombinatu, 1984-1988 dyrektor i dyrektor generalny Czelabińskiego Kombinatu Metalurgicznego. Od grudnia 1988 do 12 sierpnia 1989 II sekretarz, a od 12 sierpnia 1989 do 29 sierpnia 1991 I sekretarz Komitetu Obwodowego KPZR w Czelabińsku, 1990-1991 członek KC KPZR. Od 1991 deputowany ludowy Federacji Rosyjskiej. Odznaczony Orderem Rewolucji Październikowej (1986), Orderem Czerwonego Sztandaru Pracy (1981) i medalami.